# Parque La Pastora

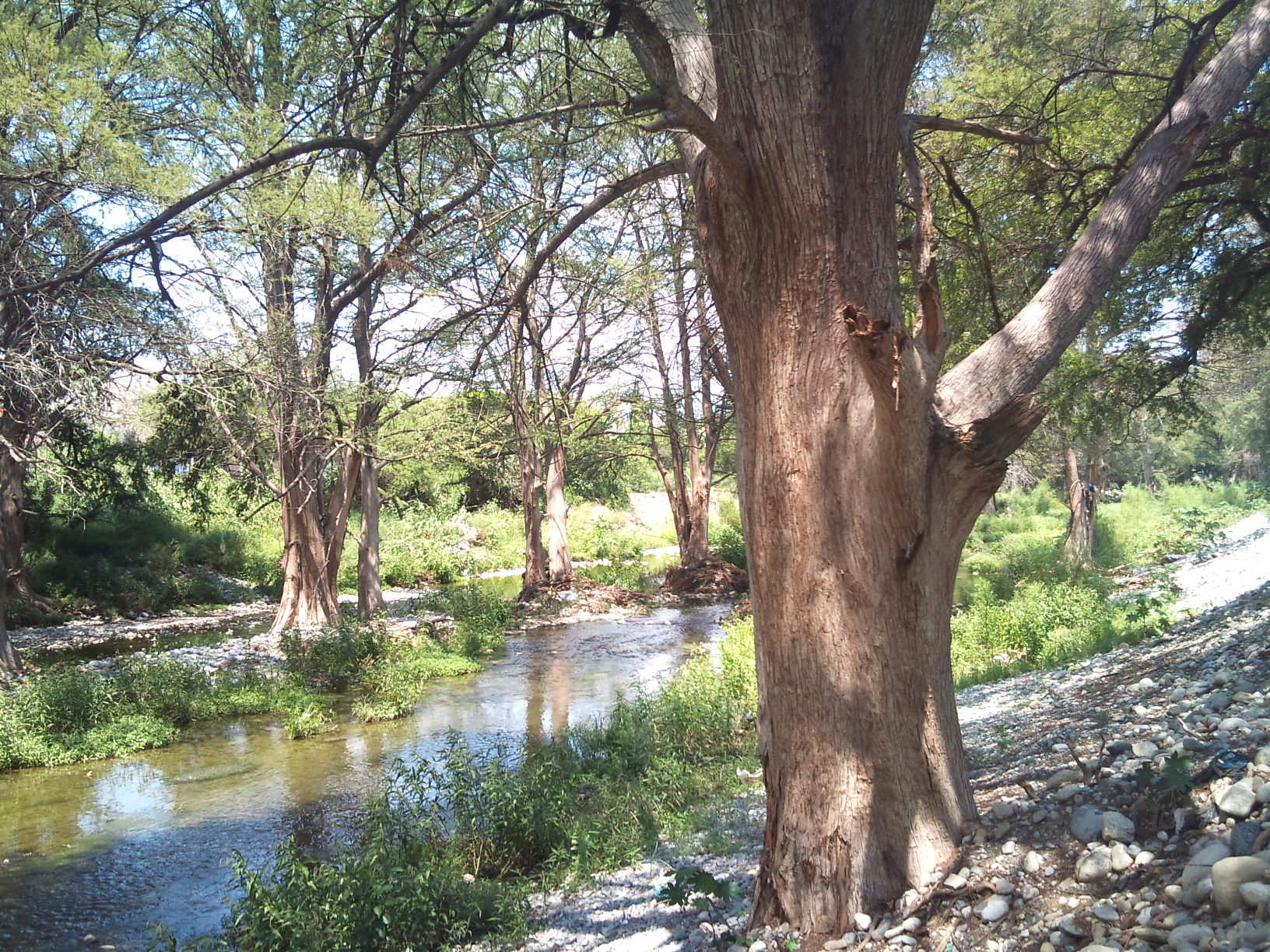
Río La Silla en La Pastora

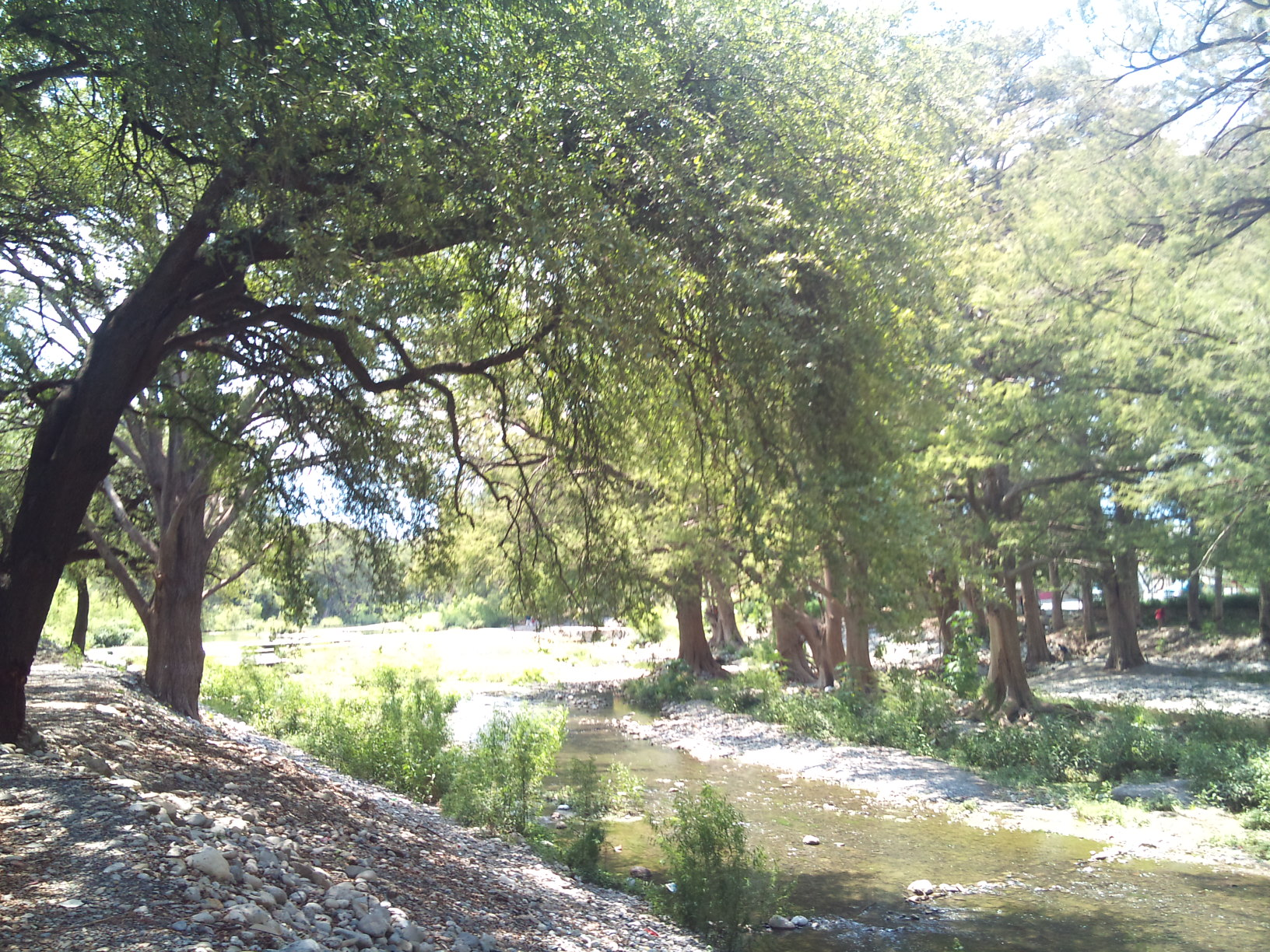
Río La Silla en La Pastora

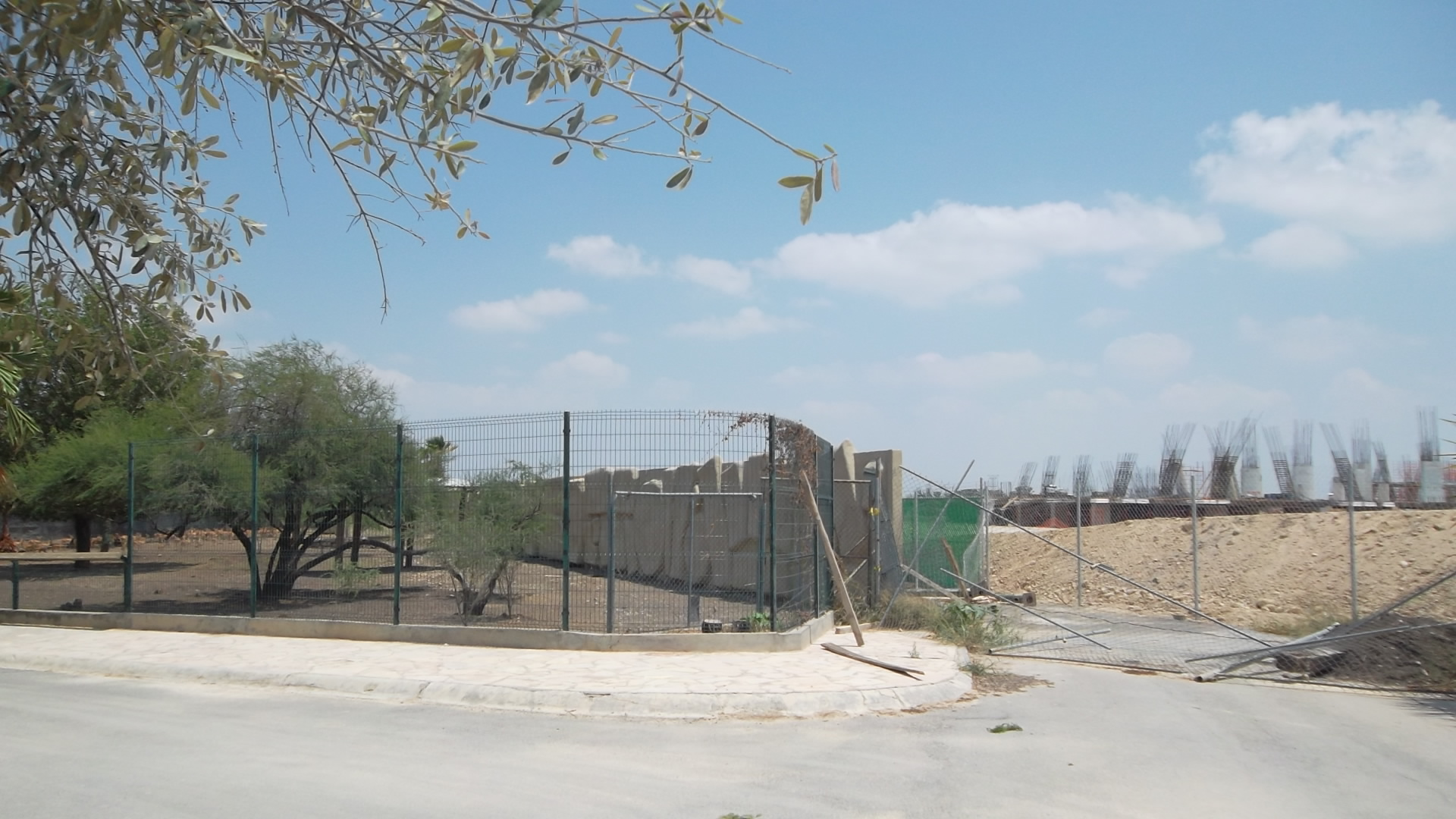
Construcción de estadio en La Pastora vista desde el zoológico en agosto de 2012

El Gran Parque Rio la Silla es un parque urbano y un área natural protegida estatal ubicada en el municipio de Guadalupe, estado de Nuevo León, México. Dentro del Parque La Pastora se encuentra el Parque Zoológico La Pastora, el cual es administrado por Parques y Vida Silvestre de Nuevo León, y el parque de diversiones Bosque Mágico.
El Parque La Pastora constituye una de las pocas áreas verdes públicas de la zona metropolitana de Monterrey, la cual presenta un déficit de 1,500 hectáreas de áreas verdes.

## Ubicación y Características
Dentro de los terrenos del parque se encuentran el Parque Zoológico La Pastora, el Estadio BBVA y  anteriormente el parque de diversiones bosque mágico .
El parque presenta una importante variedad de flora y fauna, sobre todo en los márgenes del río La Silla.

## Historia
El nombre del parque tiene su origen en la Estancia o Hacienda de la Pastora que antiguamente se encontraba en esta ubicación, fundada en 1598 por Juan López, y que fue una de las primeras estancias del Nuevo Reino de León. El parque que denominado La Pastora fue adquirido por el gobierno del Estado de Nuevo León a mediados de la década de 1980 para dotar a la ciudad de Monterrey de un parque urbano. Es un área de poco más un millón de metros cuadrados, dentro de los cuales con el paso del tiempo se establecieron el Parque Zoológico La Pastora, así como el parque de diversiones Bosque Mágico, el cual es una concesión privada.
Actualmente la empresa Fomento Económico Mexicano (FEMSA) construye el Estadio de fútbol Monterrey en un área de 25 hectáreas, que fueron cedidas a dicha empresa por el Estado de Nuevo León por un período de 60 años. Dicho proyecto ha sido rechazado por organizaciones ambientalistas, argumentando que la obra ocasionará graves daños al río La Silla y disminuirá la ya de por sí escasa vegetación urbana de Monterrey.